# Andrew Moloney
Andrew Moloney est un boxeur professionnel australien né le 10 janvier 1991 à Mitcham dans la périphérie de Melbourne. Il a remporté le titre WBA (régulier) des poids super-mouches en 2020, après avoir détenu le titre intérimaire depuis 2019. Au niveau régional, il a détenu le titre WBA Océanie des poids coqs de 2016 à 2017, puis celui du Commonwealth des super-mouches en 2017. En tant que boxeur amateur, il a auparavant remporté une médaille d'or aux Jeux du Commonwealth de 2014 dans la catégorie des poids mouches. En juin 2020, il est classé septième meilleur super-mouches en activité au monde par le magazine The Ring et neuvième par le site BoxRec.

## Carrière amateur
Moloney a représenté l'Australie à deux Jeux du Commonwealth en 2010 et 2014.
Il a également participé aux championnats du monde de boxe amateur de 2009, 2011 et 2013 dans la catégorie poids mouches.
Au cours de sa carrière amateur, Moloney a remporté 7 titres d'État et 7 titres nationaux.

### Jeux du Commonwealth de 2014
Andrew Moloney s'est qualifié pour les Jeux du Commonwealth de 2014 après avoir remporté le titre national amateur australien des poids mouches.
Il a entamé le tournoi par une victoire par décision unanime 3-0 contre Waisu Taiwo (Nigéria) avant d'affronter Ruairi Dalton d'Irlande du Nord en quart de finale, où il a de nouveau gagné par une décision unanime des juges 3-0.
Moloney a ensuite affronté le favori local Reece McFadden d'Écosse. Il s'est imposé 2-1 sur les cartes de pointage des juges pour se qualifier pour la finale.
Le combat pour la médaille d'or, organisé au SEC Armadillo, l'a opposé au Pakistanais Muhammad Waseem. Moloney s'est imposé par un score unanime de 3-0.

## Carrière professionnelle
Après son succès aux Jeux du Commonwealth de 2014, Moloney est devenu professionnel en octobre 2014. En 2018, il affronte l'ancien champion Luis Concepción, qui était classé n°5 par la WBA et n°15 par la WBC à l'époque, et le bat par arrêt de l'arbitre au dixième round.
Le 16 mai 2019, le promoteur de boxe Bob Arum annonce que Top Rank a signé Andrew et son frère jumeau Jason au sein de leur groupe.
Le 15 novembre 2019, Moloney, classé n°1 par la WBA, défie le n°5 de cette fédération Elton Dharry pour le titre vacant des poids super-mouches intérimaire de la WBA et sort victorieux par arrêt de l'arbitre au huitième round. 
Après que Román González a remporté son combat contre Kal Yafai, initialement prévu pour le titre de super-mouches WBA (régulier), González est élevé au rang de champion WBA (super), ce qui laisse la place à Moloney pour être élevé au rang de nouveau champion WBA (régulier) des super-mouches.
Le 12 mai 2024 à Perth, il devait défier Carlos Cuadras pour le titre intérimaire WBC des poids super-mouches. Le 27 mars 2024, il a été annoncé que Pedro Guevara remplaçait Cuadras, qui s'était retiré en raison d'une blessure. Moloney perd finalement le combat par décision partagée et annonce sa retraite sportive.
Il change toutefois rapidement de décision en faisant son retour le 15 décembre 2024 par un succès par KO au troisième round contre Jakrawut Manjungoen.

## Vie personnelle
Andrew est le frère jumeau de Jason Moloney, qui est également un boxeur professionnel.